# Natural Woman
『Natural Woman』は、清野由美が1981年12月25日にリリースした2枚目のオリジナル・アルバムである（規格品番LP: AF-7090）。

## 解説
ハイ・ファイ・セットのカバー「スカイレストラン」のシングルカット（1981年11月）があり、2022年4月23日に再発売されている。

## 収録曲
SIDE A
1. You & I（3分29秒）
作詞：日暮真三／作曲：滝沢洋一／編曲：新川博
2. Caledonia Love Day（4分18秒）
作詞：伊達歩／作曲：滝沢洋一／編曲：難波弘之
3. Airport 4:30 P.M.（4分16秒）
作詞：竜真知子／作曲：滝沢洋一／編曲：難波弘之
4. サマーホテル（3分57秒）
作詞：伊達歩／作曲：松岡直也／編曲：井上鑑
5. 海辺のDecember（3分29秒）
作詞：竜真知子／作曲：滝沢洋一・越智洋一郎
編曲：難波弘之

SIDE B
1. スカイレストラン（3分48秒）
作詞：荒井由実／作曲：村井邦彦／編曲：難波弘之
2. ディナーが終わるまで（3分32秒）
作詞：伊達歩／作曲：山本達彦／編曲：難波弘之
3. ムーンライト マジック "Les Mémories D'un Con"（3分13秒）
作詞：Guy Marchand／訳詞：嶺岸未来
作曲：Henri Bratter／編曲：井上鑑
4. Tokyo City Nights（3分20秒）
作詞：竜真知子／作曲：山崎修／編曲：井上鑑
5. Midnight Blue（4分26秒）
作詞：竜真知子／作曲・編曲：井上鑑